# Mixminion
Mixminion — стандарт реалізації третього типу протоколу анонімного пересилання  електронної пошти. Mixminion може відсилати й приймати анонімні повідомлення  електронної пошти. Mixminion заснований на захищених одноразових блоках, які пересилаються. Розроблено Ніком Метьюсон при безпосередньому консультуванні Девіда Чаума. 

## Загальний опис
Mixminion використовує архітектуру «перемішаних мереж» (англ. Mix network) для надання дуже високого ступеня анонімності, а також для запобігання  прослуховування і інших видів  атак при пересиланні повідомлень. Сервери, названі «міксерами», які запускають волонтери, приймають повідомлення, розшифровують їх, поділяють на блоки, перемішують і передають іншим «міксерам». Кожен лист електронної пошти проходить через кілька серверів так, що не існує єдиного сервера, який зв'язує відправника повідомлення і його одержувача. 

## Основні принципи Mixminion
- Можливість прийому і посилки анонімних електронних повідомлень — користувачі повинні бути здатні приймати повідомлення від анонімних відправників і посилати повідомлення анонімним одержувачам за допомогою стандартного поштового SMTP-клієнта.
- Гарантування цілісності повідомлення — якщо лист дійде, то тільки цілком.
- Легкість використання — протокол повинен використовувати існуючі архітектури, не пред'являючи особливих вимог до апаратного забезпечення системи.
- Передова анонімність — розкриття одного повідомлення не тягне розкриття інших. [5] [6]

Надсилаючи анонімні повідомлення, Mixminion розбиває його на однакові за розміром ділянки, приводячи пакети в однаковий вигляд і вибираючи шлях для відправлення через змішану мережу для кожного пакета. Програма шифрує кожен пакет публічним ключем для кожного сервера на його шляху, один за другим. При відправленні пакета, Mixminion посилає його в перший «мікс-сервер» на шляху. Перший сервер розшифровує пакет, читаючи, який наступний сервер повинен прийняти пакет, і передає його. У підсумку, пакет прибуває до кінцевого «мікс-сервера», який посилає його до заданого одержувача. Так як ні один сервер не знає більш ніж одного суміжного сервера, вони не можуть зв'язати одержувача з відправником. 

## Функції
Mixminion дозволяє Алісі посилати повідомлення Бобу одним з трьох способів:
1. Forward — тільки Аліса зберігає анонімність.
2. Direct reply — тільки Боб зберігає анонімність.
3. Anonymized reply — і Аліса, і Боб зберігають анонімність. [7]

## Архітектура

### Вузол
Перемішана мережа складається з серверів, які називаються вузлами. Кожен вузол асоційований з публічним ключем. Коли вузол отримує зашифроване повідомлення, відбувається розшифровка, поділ на пакети однакової довжини по 28Кб, потім пакети перемішуються і відправляються далі без інформації про відправника. 

### Сервера директорій
Сервера, які керують списком публічних ключів в вузлах, а також спостерігають за функціонуванням вузлів і їх завантаженістю. 

### NYM-сервера
Сервера, які використовуються для відправки і отримання листів без розкриття особистості. 

### SURBs (Single-Use Reply Blocks)
Mixminion підтримує технологію «одноразових блоків відповіді» (англ. «Single-Use Reply Blocks», «SURB») для впізнання анонімних адресатів. SURB кодує половину шляху до адресата, далі, кожен «мікс-сервер» в черзі «розгортає» один шар в дорозі, а після цього зашифровує повідомлення для одержувача-адресата. Коли повідомлення досягає адресата, він може розшифрувати повідомлення і прочитати, який SURB був використаний для його відправки, але відправник не знає, який одержувач прийняв анонімне повідомлення. 

## Відомі атаки

### Тегова атака
Тегова атака характеризується модифікованим повідомлення шляхом зміни його частини (наприклад, застосування побітової операції НЕ) таким чином, що повідомлення може бути пізніше ідентифіковано з цього відмітною ознакою. 

### Атака на вихідні вузли
Вихідний вузол має доступ до розшифрувати листа й може належати зловмисникові, який буде прослуховувати вузол потай від користувачів мережі. 

### Відмова в обслуговуванні
Зловмисник може послати велику кількість повідомлень в певному напрямку, пошкоджуючи вузли і порушуючи нормальну роботу мережі. 

## Потенціал для поліпшення
- Знаходження простого способу для того, щоб запобігати тегові атаки. [13]
- Поліпшення алгоритму вибору найкращого шляху доставки при великій кількості повідомлень. [13]